# Голубой карбункул (фильм)
«Голубой карбункул» — советский художественный фильм в жанре музыкального детектива-комедии, поставленный в 1979 году на киностудии «Беларусьфильм» режиссёром Николаем Лукьяновым по мотивам одноимённого рассказа Артура Конан Дойла.

## Сюжет
В основе сюжета — фабула рассказа Конан Дойля «Голубой карбункул», пересказанная в комедийном и пародийном ключе.

## В ролях
- Альгимантас Масюлис — Шерлок Холмс (озвучивал Анатолий Кузнецов[1][неавторитетный источник][источник не указан 580 дней])
- Эрнст Романов — Доктор Ватсон
- Игорь Дмитриев — Малделей, предводитель банды
- Ирина Печерникова — Катарина
- Вилнис Бекерис[латыш.] — Кровавый Сэм (в титрах — В. Бейкерис)
- Борис Галкин — Джеймс
- Валентин Букин — помощник Малделея
- Эдгар Лиепиньш — Генри Бейкер, владелец гуся (в титрах — Э. Лепинь)
- Олег Корчиков — Брекенридж, торговец гусями / хозяин ювелирной лавки / хозяин цветочной лавки
- Юрис Стренга — инспектор
- Константин Титов — лондонский бандит
- Валентина Титова — графиня Моркар
- Александр Беспалый — слесарь
- Евгений Гвоздёв

## Съёмочная группа
- Автор сценария: Анатолий Делендик
- Режиссёр-постановщик: Николай Лукьянов
- Оператор-постановщик: Анатолий Клейменов
- Художник-постановщик: Александр Верещагин
- Художник-декоратор: Михаил Зусманович
- Песни Владимира Дашкевича на слова Юлия Кима